# Germán Ferrer
Germán Darío Ferrer (Carora, Estado Lara, 6 de septiembre de 1944) es un político y exguerrillero venezolano, esposo de la ex Fiscal de Venezuela, Luisa Ortega Díaz, desde 2017, tras los pronunciamientos de su esposa en contra del gobierno de Venezuela, fue perseguido por el mismo, acusándosele de corrupción y extorsión. Fue diputado desde el 5 de enero de 2006 hasta el 16 de agosto de 2017.

## Biografía
Nació en Carora. Estudió en el Colegio Cristo Rey. Vivió entre Cuba y Europa desde 1966 hasta 1971; años después se graduó de abogado en la Universidad Santa María, en 2005 fue elegido diputado por el Movimiento V República, reeligiéndose en 2010 y 2015 por el Partido Socialista Unido de Venezuela (PSUV).

## Actividad en la guerrilla
En 1958, después del derrocamiento de Marcos Pérez Jiménez, el Partido Comunista empezó a tener una mayor relevancia en la vida política del pais, por lo que decide unirse a la Juventud Comunista de Venezuela y, a su vez, lo llevó a unirse a la lucha armada en contra de los gobiernos bipartidistas. 
En 1961, es encarcelado en la Cárcel de Barquisimeto, posteriormente, en 1963, es trasladado al Centro penal de Tocuyito, después, en 1966 al salir de la cárcel, se va a Cuba en una barcaza y entra en un grupo guerrillero llamado "Punto Cero", donde recibió preparación integral de combate. En 1969, fue vinculado en el secuestro de las hijas del animador de televisión Renny Ottolina.
Posteriormente, el Partido Comunista de Venezuela se pacifica, pero este decidió continuar en la guerrilla. Sin embargo, al final de los años 80, él mismo consideró que la insurgencia armada había sido derrotada, por lo cual decide abandonar la guerrilla y pasar a la vida política, en la actividad social y gremial. 

## Persecución
El 2 de junio de 2017 su esposa, la fiscal Luisa Ortega Díaz se pronunció en contra del gobierno de Venezuela afirmando que se "rompió el hilo constitucional" y desconociendo la Asamblea Nacional Constituyente que se instalaría en agosto del mismo, desde ese momento se inició una persecución judicial contra Ferrer, su esposa y sus familiares, el 16 de agosto, el nuevo fiscal Tarek William Saab emitió una orden de captura debido a una red de extorsión y por supuestas cuentas offshore, también el Servicio Bolivariano de Inteligencia Nacional (SEBIN) allanó su casa ese mismo día. Saab presentó ante los medios "documentos originales" que probarían que Ferrer y altos cargos de la Fiscalía durante el mandato de su esposa abrieron cuentas en las Bahamas para ingresar los "millones de dólares" que recibían de la extorsión.
El diputado Pedro Carreño vinculó a la hija de Germán Ferrer, María Ferrer, como directora de dos empresas en Panamá e indicó “solicitado la rogatoria al sistema financiero internacional de que envíe la información sobre las cuentas bancarias que tengan estos ciudadanos alrededor del mundo”, la hija de Ferrer habría sido secuestrada en febrero de 2017 de manera sospechosa. El 18 de agosto, Ferrer y su esposa llegan a México, y posteriormente se van a Colombia. Migración Colombia informó que Luisa Ortega y Germán Ferrer llegaron a Colombia desde Aruba junto a otros miembros de la Fiscalía venezolana, el 21 de agosto, el presidente de Colombia, Juan Manuel Santos le ofreció asilo político a Luisa Ortega y a Ferrer.